# Liste des vice-rois du Brésil
Le titre de vice-roi du Brésil fut attribué par intermittence de 1640 à 1718, porté seulement par trois dignitaires portugais. À partir de 1720, il sera porté successivement par les gouverneurs du Brésil jusqu'en 1808 et l'arrivée de la cour du Portugal à Rio de Janeiro, sous la poussée des armées napoléoniennes.
| Titulaire                                                                  | Charge   | Début du mandat  | Fin du mandat    |
| -------------------------------------------------------------------------- | -------- | ---------------- | ---------------- |
| Jorge de Mascarenhas, marquis de Montalvão                                 | vice-roi | 26 mai 1640      | 16 avril 1641    |
| Vasco de Mascarenhas, comte de Óbidos                                      | vice-roi | 21 juillet 1663  | 13 juin 1667     |
| Pedro Antônio de Noronha, marquis de Angeja                                | vice-roi | 14 octobre 1714  | 11 juin 1718     |
| Vasco Fernandes César de Meneses, comte de Sabugosa                        | vice-roi | 23 novembre 1720 | 11 mai 1735      |
| André de Melo e Castro, comte das Galveias                                 | vice-roi | 11 mai 1735      | 17 décembre 1749 |
| Luís Pedro Peregrino de Carvalho e Ataíde, comte de Atouguia               | vice-roi | 17 décembre 1749 | 17 août 1754     |
| Marcos José de Noronha e Brito, comte dos Arcos                            | vice-roi | 23 décembre 1755 | 9 janvier 1760   |
| Antônio de Almeida Soares Portugal, marquis do Lavradio                    | vice-roi | 9 janvier 1760   | 4 juillet 1760   |
| Antônio Álvares da Cunha, comte da Cunha                                   | vice-roi | 27 juin 1763     | 31 août 1767     |
| Antônio Rolim de Moura Tavares, comte de Azambuja                          | vice-roi | 17 novembre 1767 | 4 novembre 1769  |
| Luís de Almeida Silva Mascarenhas, marquis do Lavradio et comte de Avintes | vice-roi | 4 novembre 1769  | 30 avril 1778    |
| Luís de Vasconcelos e Sousa, comte de Figueiró                             | vice-roi | 30 avril 1778    | 9 mai 1790       |
| José Luís de Castro, comte de Resende                                      | vice-roi | 9 mai 1790       | 14 octobre 1801  |
| Fernando José de Portugal e Castro, marquis de Aguiar                      | vice-roi | 14 octobre 1801  | 14 octobre 1806  |
| Marcos de Noronha e Brito, comte dos Arcos                                 | vice-roi | 14 octobre 1806  | 22 janvier 1808  |